# Baruch Goldstein
Baruch Goldstein o Baruch el Chico (hebreo: (ברוך הגבר) ברוך קופל גולדשטיין; Nueva York, 9 de diciembre de 1956 – Hebrón, 25 de febrero de 1994) fue un judío ortodoxo y fundamentalista judío sionista, miembro del ilegalizado partido político Kach y responsable de la masacre de Hebrón de 1994, en la cual fueron asesinados veintinueve musulmanes que oraban en la Tumba de los Patriarcas, un lugar sagrado tanto para judíos como para musulmanes. 
Goldstein era partidario del Kach, un partido sionista religioso que los Estados Unidos, la Unión Europea y otros países designan como organización terrorista.
El 25 de febrero de 1994, Goldstein, residente del asentamiento ilegal de Kiryat Arba cerca de Hebrón, entró en una habitación de la Cueva de los Patriarcas que servía como mezquita. Vestido con uniforme militar israelí, abrió fuego contra los 800 fieles musulmanes palestinos que oraban durante el mes de Ramadán, matando a 29 e hiriendo a 125 fieles, hasta que los supervivientes lo mataron a golpes.
Después de la masacre, a los colonos judíos israelíes se les prohibió ingresar a las principales comunidades árabes en Hebrón. El gobierno israelí también tomó medidas extremas contra los palestinos tras los mortales disturbios posteriores a la masacre, expulsándolos de ciertas calles cercanas a los asentamientos judíos en Hebrón, como calle Al-Shuhada, donde muchos palestinos tenían casas y negocios, y permitiendo el acceso exclusivamente a judíos israelíes y turistas extranjeros.
La comunidad internacional y el gobierno israelí condenaron la masacre. Israel arrestó a seguidores de Meir Kahane y criminalizó al movimiento Kach y a los movimientos afiliados como movimientos terroristas. Al mismo tiempo, Israel prohibió a ciertos colonos israelíes entrar en ciudades palestinas, y exigió que esos colonos entregaran sus rifles proporcionados por el ejército, aunque rechazaron un Liberación Palestina Organización exigen que todos los colonos en Cisjordania sean desarmados y que se cree una fuerza internacional para proteger a los palestinos.
La tumba de Goldstein se convirtió en un lugar de peregrinación para los extremistas judíos. Las siguientes palabras están inscritas en la tumba: "Él dio su vida por el pueblo de Israel, su Torá y su tierra". En 1999, después de la aprobación de la legislación israelí que prohibía los monumentos a terroristas, el ejército israelí desmanteló el santuario que se había construido en honor a Goldstein en el lugar de su entierro. La lápida y su epitafio, que llama a Goldstein un mártir con manos limpias y un corazón puro, no se tocaron. Después de que las losas a su alrededor fueron retiradas bajo la mirada de un capellán militar, el suelo se cubrió de grava.

## Biografía

### Primeros años
Nació en Brooklyn en una familia judía ortodoxa y recibió el nombre de Benjamin Carl Goldstein, criándose en el distrito de Bensonhurst y cursando estudios en la Universidad Yeshiva y en el Albert Einstein College of Medicine en El Bronx, donde se licenció en 1981. Pertenecía a la Liga de Defensa Judía (JDL), una organización judía militante fundada por su conocido de la infancia Meir Kahane.

### Migración a Israel
Médico de profesión, Baruch Goldstein se trasladó a Israel en junio de 1982 y sirvió en las Fuerzas de Defensa de Israel. Influido por las doctrinas del rabino Meir Kahane y era uno de los colonos israelíes residentes en el asentamiento de Kiryat Arba. Tras finalizar su servicio activo, Goldstein trabajó como médico, donde trabajó como médico de urgencias y participó en Tratar a las víctimas de la violencia árabe-israelí.
 cerca de Hebrón (las ramas más radicales del sionismo religioso entienden que para el advenimiento del Mesías es imprescindible que el pueblo judío recupere todos los territorios de la tierra prometida). Como médico reservista, se le llamaba en caso de emergencia cuando surgían enfrentamientos en el santuario de la Tumba de los Patriarcas.
Goldstein ya había manifestado sus intenciones criminales con anterioridad. En octubre de 1993, había rociado la alfombra de la mezquita Ibrahimi con ácido, y había agredido a seis fieles musulmanes en el interior de la mezquita. Las autoridades musulmanas advirtieron al primer ministro, Isaac Rabin, de que Goldstein era peligroso, pero su carta no tuvo respuesta. Cambió su nombre de Benjamín a Baruch, se casó con una inmigrante soviética llamada Miriam y tuvo cuatro hijos. Los informes de la prensa israelí afirmaron que Goldstein se negó a tratar a los árabes, incluso a los soldados árabes que servían en las FDI, creyendo que iba en contra de las leyes judías tratar a los no judíos incluso a cambio de un pago. Esto también se reflejó en comentarios de sus conocidos. Goldstein participó activamente en el partido Kach de Kahane y ocupó el tercer lugar en la lista del partido para la Knesset durante las elecciones de 1984. Comparó la democracia de Israel con el régimen nazi y a menudo llevaba una estrella amarilla con la palabra JUDE.

## La masacre
El 25 de febrero de 1994, día del Purim, entró a la Mezquita de Ibrahim con varias granadas, un fusil de asalto M-16 y varios cargadores, y disparó indiscriminadamente hacia los fieles, asesinando a 29 e hiriendo a más de 125. El guardia de la mezquita Mohammad Suleiman Abu Saleh dijo que pensaba que Goldstein estaba tratando de matar a tantas personas como fuera posible, y describió cómo había «cuerpos y sangre por todas partes». Finalmente, Goldstein fue reducido y linchado hasta la muerte por los supervivientes de la masacre. Según Ian Lustick, «Al masacrar a los árabes que creía que querían matar a los judíos, Goldstein estaba recreando parte de la historia de Purim».
Las protestas y disturbios palestinos siguieron inmediatamente al tiroteo; la semana siguiente, veinticinco palestinos fueron asesinados (por las Fuerzas de Defensa de Israel), así como cinco israelíes. Tras los disturbios, el gobierno israelí impuso un toque de queda de dos semanas a los 120.000 Residentes palestinos de Hebrón. Los 400 colonos judíos de H2 tenían libertad de moverse. El primer ministro israelí Isaac Rabin telefoneó al líder de la Organización para la Liberación de Palestina (OLP) Yasser Arafat y describió el ataque como un «acto de asesinato repugnante y criminal».
En un discurso ante la Knesset, Rabin, dirigiéndose no sólo a Goldstein y su legado sino también a otros colonos militantes, afirmó:
"Ustedes no son parte de la comunidad de Israel... No son parte del campo democrático nacional al que todos pertenecemos en esta casa, y mucha gente los desprecia. No son socios del Partido Sionista. Eres una planta extranjera. Eres una mala hierba errante. El judaísmo sensato te escupe. Te colocaste fuera del muro de la ley judía... Le decimos a este hombre horrible y a aquellos como él: eres una vergüenza para el sionismo y una vergüenza para el judaísmo."

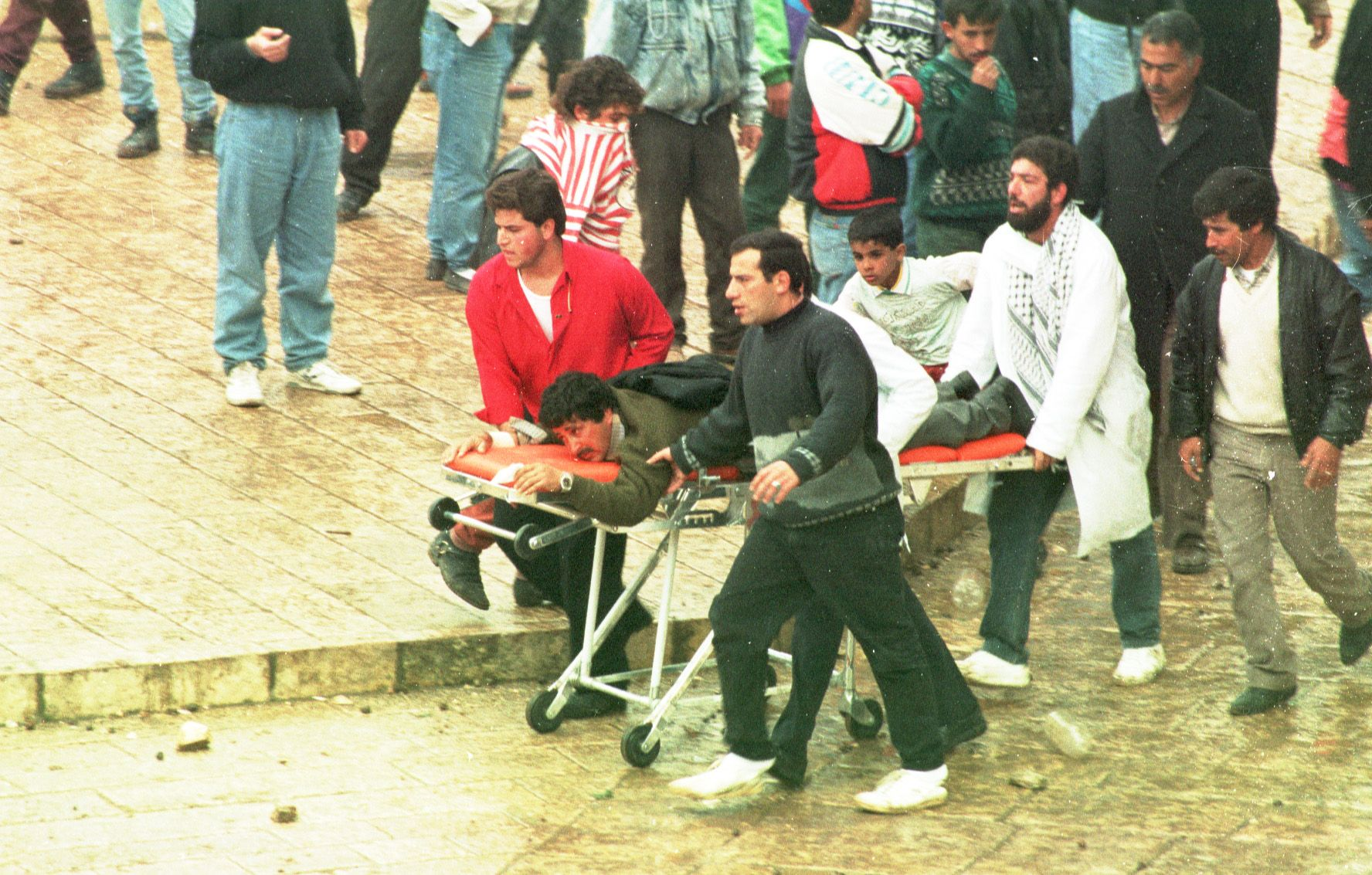
Civil herido por los disturbios en el Monte del Templo días después de la masacre

El gobierno israelí condenó la masacre y respondió arrestando a seguidores de Meir Kahane, prohibiendo a ciertos colonos entrar en ciudades árabes y exigiendo que esos colonos entregaran sus rifles proporcionados por el ejército, aunque rechazó una exigencia de la OLP de que los colonos fueran desarmados y que una organización internacional y se creará una fuerza militar para proteger a los palestinos
Goldstein fue inmediatamente "denunciado con horror y sorpresa incluso por los ortodoxos tradicionales", y muchos civiles señalaron a Goldstein de ser "un loco".

## Consecuencias y homenajes póstumos
Las autoridades militares israelíes se negaron a permitir que Goldstein fuera enterrado en el cementerio judío de Hebrón. Fue enterrado frente al Parque Memorial Meir Kahane en Kiryat Arba, un asentamiento judío adyacente a Hebrón. El parque lleva el nombre en memoria del rabino Meir Kahane, fundador del partido político extrema derecha israelí Kach, un grupo clasificado por los gobiernos de Estados Unidos e Israel como un grupo terrorista lista de grupos terroristas designados. Goldstein fue un devoto de Kahane desde hace mucho tiempo.
Baruch Goldstein es considerado como un mártir de la causa del sionismo religioso, especialmente para los sectores más radicales de este movimiento, quienes incluso le erigieron un mausoleo. Después de una difícil batalla legal, el Tribunal Supremo de Israel finalmente emitió un fallo por el cual el monumento fue derribado. En 2013, el parque –dedicado a Meir Kahane, fundador de la violenta Jewish Defense League y más tarde del partido extremista Kach— y el paseo monumental que lleva a la tumba seguían intactos. La tumba de Goldstein es un lugar de peregrinaje de los colonos israelíes cada año en la fiesta de Purim. En 1996, miembros del Partido Laborista Partido Laborista Israelí pidieron que se retirara el área de oración ajardinada similar a un santuario cerca de la tumba, y los funcionarios de seguridad israelíes expresaron su preocupación de que la tumba alentaría a los extremistas.
En 1999, tras la aprobación de una ley diseñada para prohibir los monumentos a terroristas, y un fallo asociado de la Corte Suprema, el ejército israelí derribó el santuario y el área de oración instalados cerca de la tumba de Goldstein. A partir de 2014, se construyó una nueva tumba y todavía recibe visitas de peregrinos judíos.

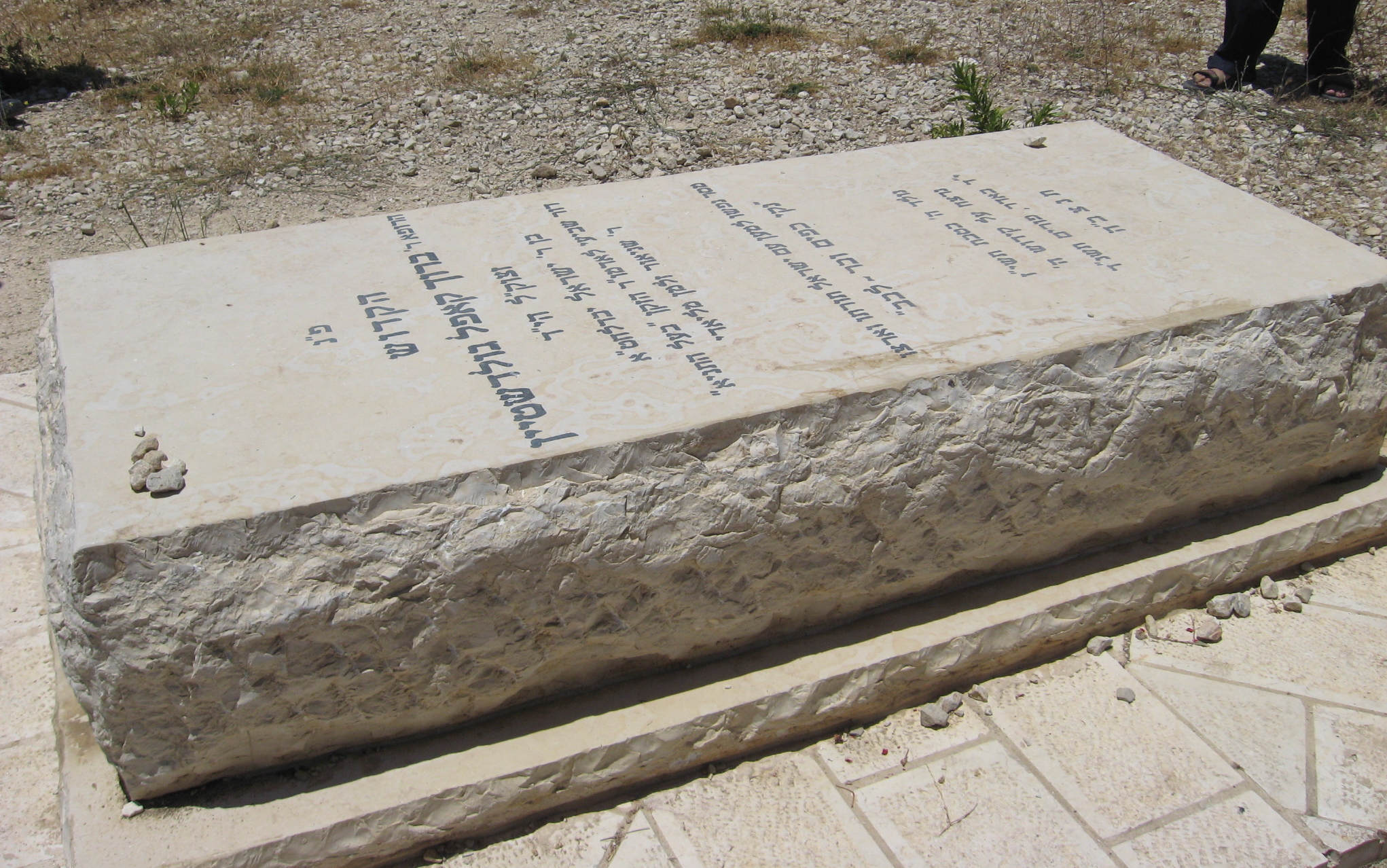
Tumba de Baruch Goldstein.

Se ha señalado que la masacre cometida por Goldstein, además de enturbiar el proceso de paz, generó una respuesta de los grupos extremistas palestinos que iniciaron una ola de atentados en las grandes ciudades israelíes, –que se entiende sólo en el contexto de venganzas y contravenganzas del conflicto entre israelíes y palestinos— y mataron a israelíes como represalia.
Según una encuesta realizada en 2023, el 10% de los israelíes considera un héroe a Goldstein.

## Veneración por extremistas
Mientras que los principales líderes religiosos judíos, incluidos los principales rabinos de Israel, rechazaron la sugerencia de que matar a palestinos estaba autorizado por la santa Torá, algunos judíos religiosos extremistas han defendido las acciones de Goldstein.
En el funeral de Goldstein, el rabino Yaacov Perrin afirmó que incluso un millón de árabes "no valen ni una uña judía".
Samuel Hacohen, profesor de una universidad de Jerusalén, declaró a Goldstein "el mayor judío vivo, no en un sentido, sino en todos los sentidos", y dijo que era "el único que podía hacerlo, el único que estaba 100 por ciento perfecto". El rabino Dov Lior de Kiryat Arba declaró que Goldstein era "más santo que todos los mártires del Holocausto". En las semanas posteriores a la masacre, cientos de israelíes viajaron a la tumba de Goldstein para celebrar sus acciones. Algunos jasidim bailaron y cantaron alrededor de su tumba.
Según un visitante de la tumba después de los ataques, "Si [Goldstein] detuvo estas llamadas conversaciones de paz, entonces él es verdaderamente santo porque esto no es una paz real". Algunos visitantes declararon Goldstein un "santo" y "héroe de Israel".
El fenómeno de la veneración de la tumba de Goldstein persistió durante años. Incluso después del desmantelamiento del santuario de Goldstein en 1999, los colonos judíos radicales continuaron celebrando el aniversario de la masacre en Cisjordania, a veces incluso vistiendo Se disfrazan a sí mismos o a sus hijos para parecerse a Goldstein.
En 2010, colonos judíos cantaron canciones en alabanza de la masacre de Baruch Goldstein de manera demostrativa frente a sus vecinos árabes, durante las celebraciones de Purim. Una frase de una canción dice: "Dr. Goldstein, no hay nadie como usted en el mundo. Dr. Goldstein, todos lo amamos... Apuntó a las cabezas de los terroristas, apretó con fuerza el gatillo y disparó balas. y disparo, y disparo." Antes de ingresar a la Knesset, líder del partido Otsmá Yehudit, y actual Ministro de Seguridad Nacional israelí Itamar Ben-Gvir mostró un retrato de Goldstein en su sala de estar . Fue eliminado cuando Ben-Gvir entró en política.